# Rioverde (Ecuador)
Rioverde ist eine Kleinstadt und die einzige Parroquia urbana („städtisches Kirchspiel“) im Kanton Rioverde der ecuadorianischen Provinz Esmeraldas. Die Parroquia besitzt eine Fläche von 72,44 km². Die Einwohnerzahl lag im Jahr 2010 bei 4964. Davon wohnten 3169 Einwohner im Hauptort Rioverde.

## Lage
Die Parroquia Rioverde liegt an der Pazifikküste im Nordwesten von Ecuador. Der Unterlauf des Río Verde durchquert das Areal in nördlicher Richtung und mündet beim Hauptort Rioverde in den Pazifischen Ozean. Das Verwaltungsgebiet besitzt einen etwa 10 km langen Küstenstreifen. Die Längsausdehnung in Nord-Süd-Ausdehnung beträgt 12 km. Der Hauptort Rioverde befindet sich 30 km ostnordöstlich der Provinzhauptstadt Esmeraldas an der Fernstraße E15 (Esmeraldas–San Lorenzo).
Die Parroquia Rioverde grenzt im Osten an die Parroquia Rocafuerte, im Süden an die Parroquia Chontaduro sowie im Westen an die Parroquia Camarones (Kanton Esmeraldas).

## Geschichte
Die Parroquia Rioverde wurde am 29. Mai 1861 im Kanton Esmeraldas gegründet. Am 22. Juli 1996 wurde der Kanton Rioverde gegründet und Rioverde wurde eine Parroquia urbana und Sitz der Kantonsverwaltung.

## Persönlichkeiten
- Andy Preciado (* 1997), Leichtathlet